# 菌核曲霉
菌核曲霉（学名：Aspergillus sclerotiorum）是属于散囊菌目发菌科曲霉属的一种真菌，可生长在土壤、药材、双肩尺蛾幼虫、象鼻虫、红头苍蝇等基物上。该种分布于中国、美国、阿根廷、巴西、塞浦路斯、德国、印度、以色列、尼日利亚、巴基斯坦、土耳其、乌克兰、英国、赞比亚等地。